# The Elms (Angus)

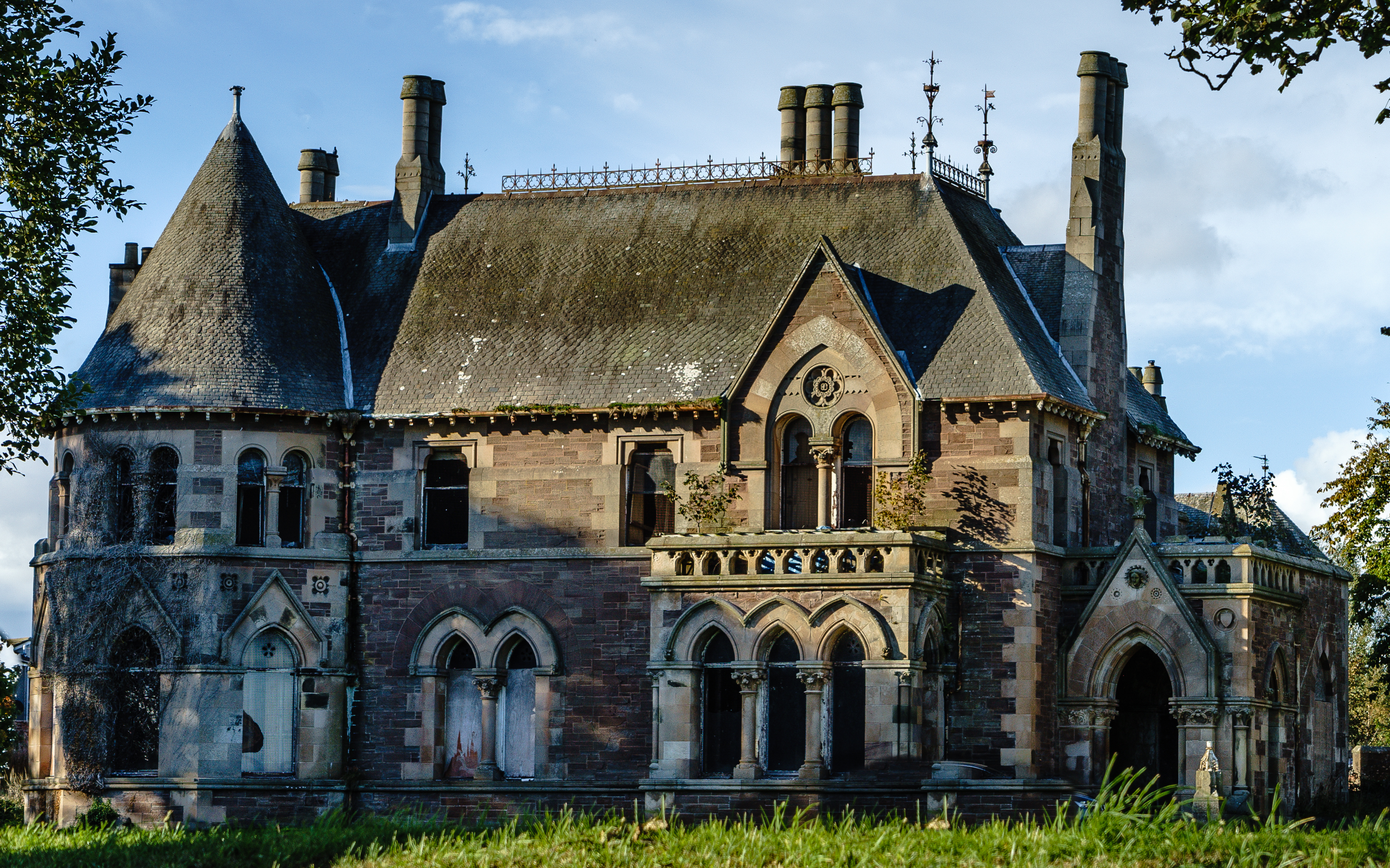
The Elms im September 2018

The Elms ist eine Villa in der schottischen Kleinstadt Arbroath in der Council Area Angus. 1971 wurde das Bauwerk in die schottischen Denkmallisten in der höchsten Denkmalkategorie A aufgenommen. Die zugehörige East Lodge ist eigenständig als Kategorie-B-Bauwerk geschützt.

## Geschichte
Die Villa wurde um 1869 errichtet. Bauherr war die Familie Corsar, die eine industrielle Mühle betrieb. Für den Entwurf zeichnet der schottische Architekt William Leiper verantwortlich. Später wurde The Elms als Hotel betrieben. Zu Beginn des Zweiten Weltkriegs sicherte sich das War Office die Villa. Anschließend betrieb die World Evangelisation Crusade dort ein Kinderheim. Im August 1991 schloss die Einrichtung und The Elms wurde verkauft. Das Vorhaben es in mehrere Wohneinheiten zu unterteilen wurde jedoch in den folgenden Jahrzehnten nicht umgesetzt. 2001 wurde das leerstehende Bauwerk in das Register gefährdeter denkmalgeschützter Bauwerke in Schottland eingetragen. 2016 wurde sein Zustand als schlecht bei gleichzeitig hoher Gefährdung eingestuft.

## Beschreibung
The Elms steht an der Cairnie Road (A933) im Westteil von Arbroath. Das Mauerwerk der zweistöckigen Villa besteht aus Bruchstein, ist jedoch mit Steinquadern verkleidet. Die neogotische Villa ist im Stile der französischen Gotik ausgestaltet. Der hervorspringende Eingangsbereich ist mit Spitzbögen ausgeführt. An einer Gebäudekante tritt ein gerundeter Eckturm heraus. Die steilen Dächer sind mit Schiefer eingedeckt.
Die East Lodge steht an der Cairnie Road und markiert die Zufahrt zu The Elms. Das einstöckige Gebäude wurde zu Bauzeiten der Villa errichtet. Analog der Villa besteht sein Mauerwerk aus Bruchstein. Das Dach der neugotischen Lodge ist mit Schiefer eingedeckt.